# Saint Kitts en Nevis op de Olympische Zomerspelen 2020
Saint Kitts en Nevis nam met twee atleten deel aan de Olympische Zomerspelen 2020 in Tokio, Japan. Het land had nog nooit een medaille gehaald en dat gebeurde ook niet in Tokio.

## Atleten
Hieronder volgt een overzicht van de atleten die voor Saint Kitts en Nevis deelnamen aan de Olympische Zomerspelen 2020.
| sport    | mannen | vrouwen | totaal |
| -------- | ------ | ------- | ------ |
| Atletiek | 1      | 1       | 2      |
| totaal   | 1      | 1       | 2      |

## Sporten

### Atletiek
Mannen
Loopnummers
| atleet       | onderdeel | series | series | kwartfinale | kwartfinale | halve finale | halve finale | finale         | finale         |
| atleet       | onderdeel | tijd   | rang   | tijd        | rang        | tijd         | rang         | tijd           | rang           |
| ------------ | --------- | ------ | ------ | ----------- | ----------- | ------------ | ------------ | -------------- | -------------- |
| Jason Rogers | 100 m     | bye    | bye    | 10,21       | 3 Q         | 10,12        | 5            | niet geplaatst | niet geplaatst |

Vrouwen
Loopnummers
| atlete      | onderdeel | series | series | kwartfinale | kwartfinale | halve finale   | halve finale   | finale         | finale         |
| atlete      | onderdeel | tijd   | rang   | tijd        | rang        | tijd           | rang           | tijd           | rang           |
| ----------- | --------- | ------ | ------ | ----------- | ----------- | -------------- | -------------- | -------------- | -------------- |
| Amya Clarke | 100 m     | 11,67  | 3 Q    | 11,71       | 7           | niet geplaatst | niet geplaatst | niet geplaatst | niet geplaatst |